# Mario Soldati
Mario Soldati (Torino, 17 novembre 1906 – Lerici, 19 giugno 1999) è stato uno scrittore, giornalista, saggista, regista, sceneggiatore e autore televisivo italiano.

## Biografia
Mario Soldati nasce in via Ospedale 20 (oggi via Giolitti), a Torino, figlio di Umberto e Barbara Bargilli. 

Nel 1912 inizia gli studi all'Istituto Sociale dei Gesuiti, dove rimane fino alla terza liceo classico. La lezione dei Gesuiti è in questo momento molto importante per lui, che in tale periodo è un fervente praticante (penserà anche di entrare nell'Ordine, salvo poi giungere a un modo molto personale e libero di concepire la fede conciliandola con la sua visione razionalistica, come trasparirà dalla sua produzione letteraria). 

Si diploma a diciassette anni e s'iscrive a Lettere all'università. La Torino degli anni venti è quella dell'intelligenza di Piero Gobetti, della pittura di Felice Casorati e del mecenatismo di Riccardo Gualino. Gli amici più cari sono Agostino Richelmy, Mario Bonfantini, Giacomo Debenedetti, Carlo Levi e Giacomo Noventa.
Nel 1924 pubblica per il teatro il dramma Pilato. Durante l'estate del 1927 viene pubblicato il catalogo della Galleria d'arte moderna di Torino di cui Mario Soldati, ancora studente, è il curatore: nell'autunno dello stesso anno si laurea in storia dell'arte con Lionello Venturi discutendo una tesi su Boccaccio Boccaccino (pubblicata nel 2009), pittore rinascimentale, nato a Ferrara di scuola cremonese. Ottiene poi, con l'aiuto di Venturi, una borsa di studio della durata di tre anni presso l'Istituto d'Arte di Roma dove incontra Adolfo Venturi e Pietro Toesca.
Nel 1929 vi è l'esordio come narratore, con il libro di racconti, Salmace che è stato, come ricorda Cesare Garboli nella nota all'edizione del 1993, insieme al romanzo Gli indifferenti di Moravia, una prima esplorazione narrativa, del tutto nuova per l'Italia, della vasta terra dei sentimenti loschi''. Nel 1929, l'offerta di una nuova borsa di studio induce Soldati a lasciare Roma e a partire per New York, dove insegnerà storia dell'arte italiana alla Columbia University. Dall'esperienza trarrà un libro autobiografico, America primo amore.
Nel 1931 torna in Italia, rammaricato di non essere riuscito a diventare cittadino statunitense. Si sposa con Marion Rieckelman (si lasceranno tre anni più tardi), che è stata sua studentessa alla Columbia, e insieme hanno tre figli: Frank, Ralph e Barbara. 

In primavera inizia a lavorare per la Cines-Pittaluga, la casa di produzione più importante del cinema italiano. Sul set, iniziando come ciacchista, ha l'impressione che i suoi studi umanistici e artistici non servano più a nulla così come i suoi libri e i suoi articoli. L'incontro, però, con l'allora presidente della Cines Emilio Cecchi, e la sua stima, lo conducono nel settore 'soggetti', dove inizia la carriera di sceneggiatore, continuando a collaborare con Mario Camerini come aiuto regista e intensificando il rapporto con Guglielmo Alberti, proveniente dallo stesso ambiente torinese.
Nel 1934, a causa dell'insuccesso del film Acciaio (tratto da un soggetto di Pirandello a cui collabora come sceneggiatore), Soldati viene licenziato. Si trasferisce a Corconio, frazione di Orta San Giulio, un piccolo paese sul lago d'Orta. Lontano da Roma e dal cinema, vi rimane per due anni frequentando l'amico novarese Mario Bonfantini. Durante quel periodo scrive America primo amore e varie altre opere, tra cui la prima parte de La confessione.
Nel 1936 il regista Mario Camerini lo rivuole a Roma.
Nel 1939 esordisce come regista con la pellicola Dora Nelson, una commedia nello stile di Ernst Lubitsch avente come protagonista la già famosa Assia Noris. È del 1941 il film che lo renderà il regista più popolare di quell'anno: Piccolo mondo antico, che appartiene a quel filone di film, molto curati dal punto di vista formale e ricchi di riferimenti figurativi e letterari, che sono riconducibili al movimento del cinema calligrafista.
Nel 1941 aveva intanto conosciuto una ragazza di Fiume, l'attrice Jucci Kellermann con cui passerà il resto dei suoi giorni. Insieme concepiranno Wolfango, Michele e Giovanni, gli altri tre figli dello scrittore. 

La notte del 14 settembre 1943, fugge da Roma con Dino De Laurentiis: l'avventura diverrà il diario di viaggio intitolato Fuga in Italia. Trascorrerà nove mesi a Napoli lavorando, tra l'altro, ai microfoni di "Radio Napoli" e al ritorno a Roma sarà corrispondente di guerra per l'Avanti! e l'Unità sulla linea Gotica. Una curiosità: Mario Soldati trascorse, con Dino De Laurentiis, una settimana a Torella dei Lombardi, paese natale del regista Vincenzo Leone (padre del più noto Sergio).
Nel 1948 scioglie il contratto con il grande produttore di Hollywood David O. Selznick, poiché il consolato americano nega il visto d'ingresso alla sua compagna. Nel 1948 dirige Fuga in Francia, al quale contribuirono anche Cesare Pavese e Ennio Flaiano; pubblica anche La giacca verde edito da Longanesi in un volume insieme a Il padre degli orfani e La finestra che gli valse il premio letterario San Babila. Nel 1953, dal romanzo di Alberto Moravia, dirige La provinciale. Nel 1954 pubblica il romanzo Lettere da Capri Per cui ottiene il premio Strega e la popolarità come scrittore.
Altra curiosità: il primo film trasmesso dalla neonata Rai il 3 gennaio 1954 fu una sua opera, Le miserie del signor Travet.

Sempre per la Rai, nel 1957 Soldati gira il primo reportage enogastronomico della storia: è infatti ideatore, regista e conduttore dell'inchiesta televisiva Alla ricerca dei cibi genuini – Viaggio nella valle del Po, che fu una delle trasmissioni più fortunate e feconde della televisione italiana, considerata documento d'importanza antropologica. Con il Viaggio nella valle del Po nasce di fatto la figura del giornalista enogastronomico televisivo. Soldati è stato un appassionato interprete dell'identità italiana e, con il pretesto del cibo e del vino, ha contribuito a far conoscere l'Italia agli italiani. Proprio nel corso di quella trasmissione stabilisce un forte e duraturo legame con i luoghi del Po, dove ha ambientato, tra l'altro I Racconti del Maresciallo pubblicati nel 1968.

Soldati nel 1967.

Nella provincia di Ferrara, a Comacchio, dirige nel 1954 La donna del fiume con Sophia Loren.
Con uno sguardo sempre attento all'identità italiana, le esperienze del suo viaggiare lungo il paese confluiranno nel libro Vino al Vino (tre volumi, del 1969, 1971 e 1976, che verranno riuniti nel 2006 in un unico volume degli Oscar Mondadori).
Il suo ultimo film Policarpo, ufficiale di scrittura, che vede protagonisti Renato Rascel e Carla Gravina, vince, al Festival di Cannes del 1959, il premio per la migliore commedia.
Un'altra fuga: questa volta da Roma e dal cinema; dal 1960 vivrà tra Milano e Tellaro, sull'estrema costa ligure di levante. 

Nel 1964 pubblica Le due città, romanzo di respiro balzachiano che abbraccia cinquant'anni di storia italiana e che nella seconda parte è ambientato nel mondo del cinema delle origini. Nel 1968 Soldati è tra i fondatori del Centro Pannunzio, intitolato al direttore de Il Mondo di cui era stato collaboratore: ne sarà presidente dal 1980 al 1997 e poi presidente onorario fino alla morte.
Per Mondadori pubblica il romanzo L'attore, best seller nel 1970, che si aggiudica il Premio Campiello. Nel 1974 collabora con Folco Quilici, nella serie L'Italia vista dal cielo, curando il commento del documentario dedicato a Piemonte e Valle d'Aosta. 
Nel 1981 la Mondadori pubblica 'L'incendio', romanzo stevensoniano ricco di colpi di scena, ambientato nel mondo dell'arte.

### Lascito
Muore nella frazione lericina di Tellaro, cui da sempre  è legato e dove risiede. 

È sepolto nel Cimitero monumentale di Torino, nella tomba di famiglia, insieme alla moglie.
Nel 2006 a 100 anni dalla nascita di Mario Soldati viene istituito il Comitato Nazionale per le celebrazioni sotto l'alto patronato del Presidente della Repubblica, presieduto da Volfango Soldati. Le numerose iniziative che hanno coinvolto il mondo della letteratura, del giornalismo, del cinema, della televisione, del teatro e dell'arte visiva hanno rafforzato la sua immagine di «interprete dell'identità italiana» che ha attraversato il Novecento con tutta la sua opera che, per prima, ha fatto dialogare la scrittura con il cinema e gli altri media.
Chiara Soldati, unica nipote di Mario, è la curatrice del profilo dell'Associazione, dedicata al nonno, su F.B.

## Il profilo artistico
(Aldo Grasso, Corriere della Sera - 29/09/2016)

### Lo scrittore
(Natalia Ginzburg)
(Pier Paolo Pasolini)
(Cesare Garboli)
(Leonardo Sciascia)

### Il regista

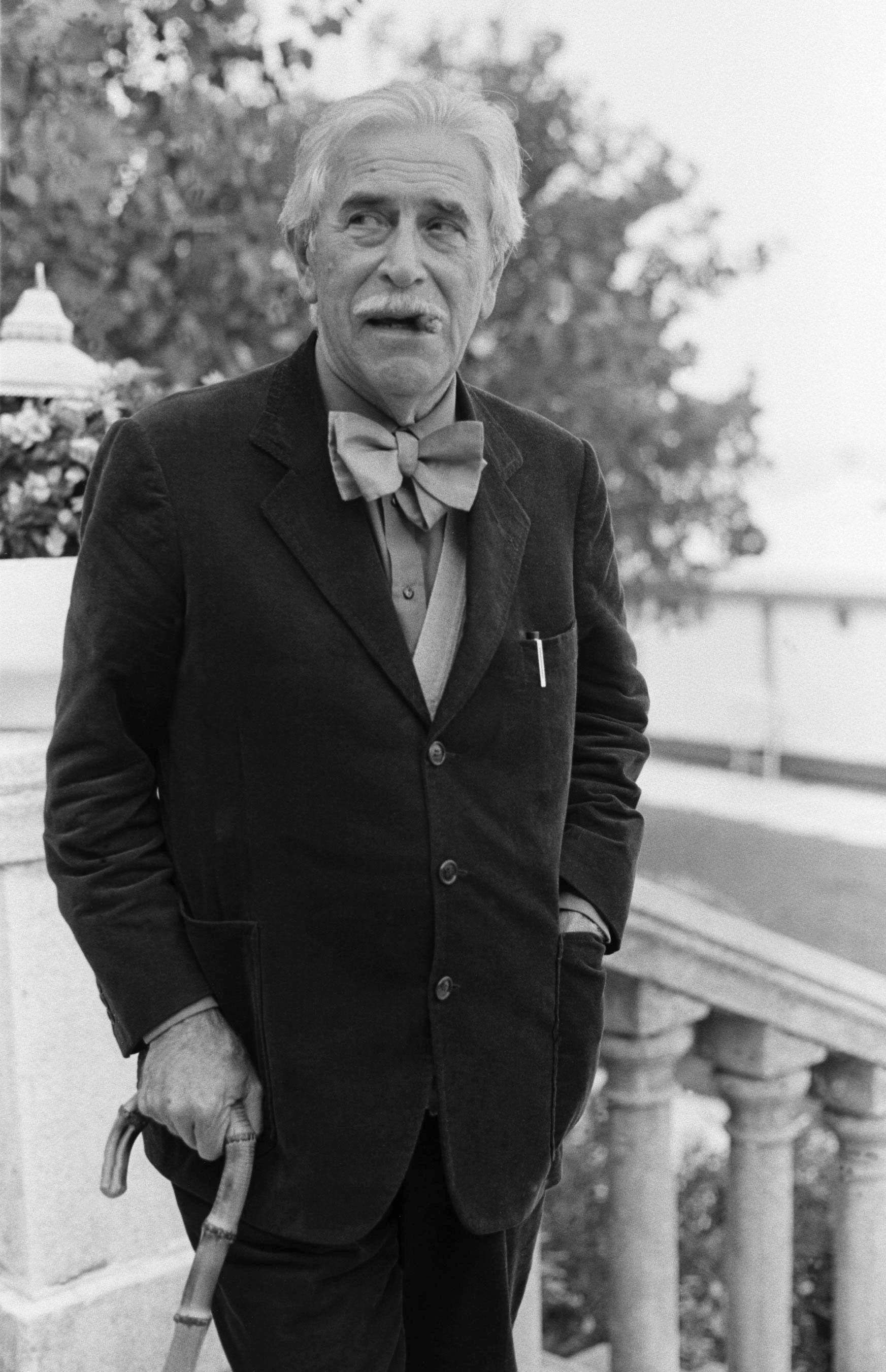
Mario Soldati al Lido di Venezia negli anni '80

Nella sua carriera di sceneggiatore e regista cinematografico ha diretto ventotto film fra gli anni trenta e cinquanta, allestendo cast con i più grandi attori dell'epoca: ricordiamo Piccolo mondo antico, La provinciale, ma il fatto di essere anche uno scrittore di talento e di successo ha rischiato spesso di far passare Soldati come un regista mancato o come uno scrittore frustrato dall'incapacità di trasferire nelle pellicole un uguale talento artistico. Soldati ricordava infatti che i cineasti storcevano il naso di fronte al "letterato" e i letterati disapprovavano "l'uomo di spettacolo". In realtà il regista, come sostenne egli stesso, era per lui una cosa diversa dallo scrittore:
Soldati pertanto alternò l'attività di scrittore, vissuta come prolungamento romantico di un esercizio privato e soggettivo dello spirito, a quella di regista, vissuta in costante compromesso con la dimensione commerciale e in "ascolto" dei gusti del pubblico:
Il filo che tiene unita tutta la produzione cinematografica di Soldati, così varia e multiforme, consiste proprio nella messa a punto di una pratica creativa plasmata sulle logiche dell'industria culturale e dell'impatto col pubblico.
Il primo filone è caratterizzato da opere come Piccolo mondo antico, Malombra e Daniele Cortis, tratte tutte dai romanzi di Antonio Fogazzaro, romantici e romanzeschi, melodrammatici e popolari. Nel 1948 dirige Fuga in Francia e nel 1954 La provinciale, due classici del cinema italiano ↵Il secondo filone, con Botta e risposta, È l'amor che mi rovina, O.K. Nerone e Italia Piccola - film girato ad Arena Po in provincia di Pavia nel 1957 ma andato perduto (non esiste più una copia proiettabile) - è invece la coabitazione tra popolare ed élite, che caratterizza i primi anni cinquanta. Le varie fasi della cinematografia di Soldati hanno sempre in comune il contatto ravvicinato con il popolo, e, sia pure con tanti stili diversi, uno per ogni film, con un minimo di continuità poetica.

### Il "personaggio"
È stato sicuramente un protagonista, seppur discusso e controverso (come sempre accade agli anticonformisti e ai pionieri), della cultura italiana della prima e della seconda metà del Novecento, considerato un "personaggio' per il coraggio di conciliare la cultura cosiddetta alta all'arte popolare e quindi allo spettacolo: ritenuto, da sempre, in ambito letterario un "buon narratore" (America primo amore, del 1935, più volte riedita, è considerata da alcuni la sua opera migliore insieme a La giacca verde definito, da alcuni letterati autorevoli, il più bel racconto del Novecento italiano, Lettere da Capri e Il vero Silvestri), non è stato solo uno scrittore di primissimo ordine, ma anche l'autore di alcuni capolavori del cinema italiano (Piccolo mondo antico, Malombra, Fuga in Francia, La provinciale). Da non sottovalutare poi, l'opera pionieristica che questo scrittore portò avanti nel piccolo schermo. Senza essere stato considerato dalla critica militante del secondo dopoguerra tra i più grandi registi del cinema italiano, attualmente è considerato uno dei maestri del cinema italiano moderno; è però sempre stato annoverato tra i "registi intellettuali" o meglio tra gli "intellettuali registi" (lo storico del cinema Mario Verdone lo ha definito un formalista, al pari di Alberto Lattuada). Ebbe peraltro un'ampia popolarità sia tra il pubblico cinematografico sia tra i lettori italiani. In occasione del centenario della nascita, il regista Carlo Lizzani il 27 giugno 2006 all'Archiginnasio di Bologna ha spiegato che Soldati ha tracciato l'altra strada del cinema italiano, una strada parallela a quella intrapresa dal cinema neorealista; Marco Müller, direttore artistico della Mostra internazionale d'arte cinematografica di Venezia, ha presentato il film di Soldati Fuga in Francia del 1948 al pubblico della sala Perla nel 2006 come l'opera di uno dei maestri del cinema italiano moderno.
(Nello Ajello, Mario Soldati. Racconto d'una vita allegra, "Illustrissimi", Laterza, Bari-Roma 2006.)
(Indro Montanelli)
Nel corso della sua vita si è anche occupato di politica iniziando a militare nell'area socialista subito dopo il delitto Matteotti. Nel Dopoguerra si è candidato varie volte alle elezioni nelle liste del Partito Socialista Italiano durante le segreterie di Pietro Nenni e Bettino Craxi."
"Essendo ormai imminenti le celebrazioni per i 150 anni dell'Unità italiana e avendo Mario Soldati percorso e interpretato l'identità della penisola con acume, lucidità e felicità inventiva, non vedrei miglior maniera per onorare tale anniversario civile e culturale che conferendo alla figura di Mario Soldati il posto centrale che le spetta nella storia del Novecento letterario e artistico italiano" (Lettera di Carlo Ossola a Volfango Soldati 2011).

## Onorificenze

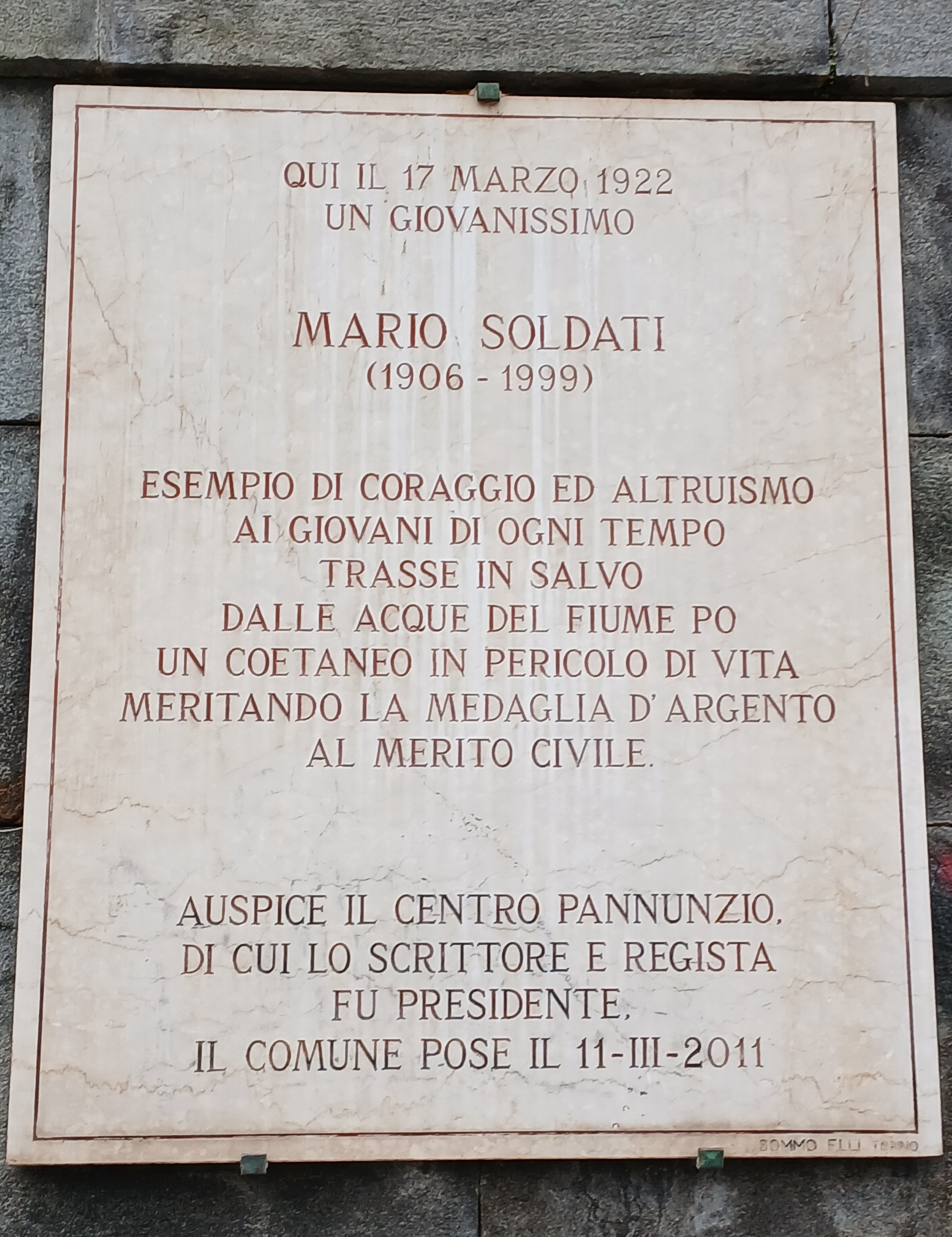
Targa ai Murazzi

Il 28 ottobre 1922, all'adolescente Soldati, fu conferita la Medaglia d'argento al Valor Civile per un gesto di coraggio compiuto il 17 marzo, con il salvataggio dall'annegamento nelle acque dei Murazzi del Po di Lello Richelmy, suo amico e coetaneo, fratello di Agostino (Tino) Richelmy.

Per commemorare quel gesto e questo particolare aspetto della figura umana di Soldati, il Comune di Torino, il 16 febbraio 2010, accogliendo una proposta avanzata dal "Centro Pannunzio, di cui Soldati fu tra i fondatori e di cui fu presidente per circa vent'anni", ha deliberato di dedicargli una targa ai Murazzi del Po, dettando il seguente testo
Il presidente della Repubblica Oscar Luigi Scalfaro lo nominò Cavaliere di Gran Croce al Merito della Repubblica massima onorificenza della Repubblica e la Città di Torino gli conferì la cittadinanza onoraria nel 1991.

## Opere letterarie

### Narrativa, poesia, diari, epistolari
- Pilato, Torino, Sei, 1924. (tragedia in tre atti)
- Catalogo critico della Galleria d'Arte moderna del Museo Civico di Torino, Torino 1927
- Salmace, Novara, «La Libra»[9], 1929 (sei novelle) 1928; Milano, Adelphi, 1993 (con una nota di Cesare Garboli).
- America primo amore, Firenze, Bemporad, 1935.
- 24 ore in uno studio cinematografico, firmato come Franco Pallavera, Milano, Corticelli, 1935.
- La verità sul caso Motta, su «Omnibus», 6 nn., aprile-giugno 1937; Milano, Rizzoli, 1941[10].
- L'amico gesuita, Milano-Roma, Rizzoli, 1943. (racconti)
- Fuga in Italia, Milano, Longanesi, 1947.
- A cena col commendatore, Milano, Longanesi, 1950.
- L'accalappiacani, Roma, Atlante, 1953.
- Le lettere da Capri, Milano, Garzanti, 1954; (Premio Strega[11]).
- La confessione, Milano, Garzanti 1955.
- I racconti, Milano, Garzanti, 1957; I racconti 1927-1947, Milano, A. Mondadori, 1961.
- Il vero Silvestri, Milano, Garzanti, 1957.
- La messa dei villeggianti, Milano, A. Mondadori, 1959.
- Canzonette e viaggio televisivo, Milano, A. Mondadori, 1962. (poesie)
- Storie di spettri, Milano, A. Mondadori, 1962.
- Le due città, Milano, Garzanti, 1964.
- La busta arancione, Milano, A. Mondadori, 1966.
- I racconti del maresciallo, Milano, A. Mondadori, 1967.
- Fuori, Milano, A. Mondadori, 1968.
- L'attore, Milano, A. Mondadori 1970. Premio Campiello[4]
- 55 novelle per l'inverno, Milano, A. Mondadori, 1971.
- Da spettatore, Milano, A. Mondadori, 1973.
- Un prato di papaveri. Diario 1947-1964, Milano, A. Mondadori, 1973.
- Lo smeraldo, Milano, A. Mondadori, 1974.
- Il polipo e i pirati, Milano, Emme, 1974. (fiaba illustrata)
- Lo specchio inclinato. Diario 1965-1971, Milano, A. Mondadori, 1975. Premio Bagutta[12]
- La sposa americana, Milano, A. Mondadori, 1977. Premio Napoli[13]
- Lettere di Mario Soldati. Dal 3-11-78 al 12-8-79, Milano, A. Mondadori, 1979.
- Addio diletta Amelia, Milano, A. Mondadori, 1979.
- 44 novelle per l'estate, Milano, A. Mondadori, 1979.
- L'incendio, Milano, A. Mondadori, 1981.
- La casa del perché, Milano, A. Mondadori, 1982.
- Nuovi racconti del maresciallo, Milano, Rizzoli, 1984. ISBN 88-17-66699-8.
- Sua maestà il Po, Milano, A. Mondadori, 1984.
- L'architetto, Milano, Rizzoli, 1985. ISBN 88-17-66701-3.
- El Paseo de Gracia, Milano, Rizzoli, 1987. ISBN 88-17-66703-X.
- Rami secchi, Milano, Rizzoli, 1989. ISBN 88-17-66700-5. (ritratti e ricordi)
- La finestra, Milano, Rizzoli, 1991. ISBN 88-17-66702-1.
- Opere

I, Racconti autobiografici, a cura di Cesare Garboli, Milano, Rizzoli, 1991. ISBN 88-17-66704-8.
II, Romanzi brevi, a cura di Cesare Garboli, Milano, Rizzoli, 1992. ISBN 88-17-66706-4.
- La giacca verde, Milano, Rizzoli, 1993. ISBN 88-17-66707-2.
- Le sere, Milano, Rizzoli, 1994. ISBN 88-17-66708-0.
- Tentazioni, Novara, Interlinea, 1996. ISBN 88-8212-102-X.
- Racconto di Natale, Vicenza, La locusta, 1998.
- Il padre degli orfani, Palermo, Sellerio, 2006. ISBN 88-389-2095-8.
- Cinematografo. Racconti, ritratti, poesie, polemiche, Palermo, Sellerio, 2006. ISBN 88-389-2112-1.
- Un sorso di Gattinara e altri racconti, Novara, Interlinea, 2006. ISBN 88-8212-564-5.
- Natale e satana e altri racconti, Novara, Interlinea, 2006. ISBN 88-8212-584-X.
- Romanzi, Milano, A. Mondadori, 2006. ISBN 88-04-51583-X.
- Romanzi brevi e racconti, Milano, Mondadori, 2009. ISBN 978-88-04-54465-4.
- Boccaccino, Milano, Aragno, 2009. ISBN 978-88-8419-411-4.
- La madre di Giuda, Pilato, Torino, Aragno, 2010. ISBN 978-88-8419-455-8.
- Il profumo del sigaro Toscano, Bologna, Ogni uomo e tutti gli uomini, 2010. ISBN 978-88-96691-17-5.
- America e altri amori. Diari e scritti di viaggio, Milano, A. Mondadori, 2011. ISBN 978-88-04-60479-2.
- Il berretto di cuoio e altri racconti, Milano, Il Sole 24 Ore, 2012.
- La mamma dei gatti, Milano, Beyle, 2013. ISBN 978-88-97608-47-9.

### Articoli, reportages, collaborazioni
- Corrispondenti di guerra, Palermo, Sellerio, 2009. ISBN 88-389-2357-4. (articoli per l'Avanti! e l'Unità del 1944)
- Presentazione di Luigi Carnacina e Luigi Veronelli, Mangiare e bere all'italiana, Milano, Garzanti, 1962.
- Presentazione di Luigi Gianoli, Ritagli rosa, Brescia, Editrice La scuola, 1962.
- Presentazione di Severino Viola, I funghi come sono, Milano, Ediz. artistiche Maestretti, 1963.
- Introduzione a Sergio Bonfantini, a cura di Marco Rosci, Novara, IGDA, 1963.
- Introduzione alla cucina pavese, in Gastronomia pavese. Storia, notizie, ricettario con le carte degli itinerari gastronomici, del vino, del riso, Pavia, Giardini, 1965.
- Prefazione a Patellani. 25 anni di fotografie per giornali, Milano, Martello, 1965.
- L'uscio del batticuore, in Quando l'Italia tollerava, Roma, Canesi, 1965.
- Chi siamo. Album di famiglia degli italiani, a cura di e con Guido Piovene, 6 voll., Milano, A. Mondadori, 1966-1968.
- Presentazione di Tino Richelmy, Proverbi piemontesi, Milano, Aldo Martello, 1967.
- Vino al vino. Viaggio alla ricerca dei vini genuini, Milano, A. Mondadori, 1969; Milano, Bompiani, 2017.
- Presentazione di Gino Patroni, Un giorno da beone, Milano, De Carlo, 1969.
- I disperati del benessere. Viaggio in Svezia, Milano, A. Mondadori, 1970.
- Introduzione a Henry Furst, Il meglio di Henry Furst, a cura di Orsola Nemi, Milano, Longanesi, 1970.
- Genova a memoria, con Remo Abelardo Borzini, Savona, Sabatelli, 1970.
- Vino al vino. Seconda serie, Milano, A. Mondadori, 1971.
- Viaggio nella terra dei diamanti, Bergamo, Minerva italica, 1971.
- Presentazione di 365 dove. [Per mangiare tutto l'anno a Milano e dintorni], a cura di Leonardo Confalonieri, Milano, Editoriale milanese, 1971.
- Prefazione a Cesare Cremoni e Anna Maria Mojetta, 201 panini d'autore, Milano, Mazzotta, 1972.
- Prefazione a Michele Papa, I poeti arabo-siciliani, IX-XI sec., Catania, Giannotta, 1973.
- Vino al vino. Terzo viaggio, Milano, A. Mondadori, 1976.
- Prefazione a Alberta Lantermo, Piemonte in bocca, Brugherio, SAGDOS, 1976.
- Presentazione di Giannetto Beniscelli, Un lavoro sulla porta di casa: artigiani di Calabria e di Basilicata, Genova, SIAG, 1977.
- Vino al vino. Alla ricerca dei vini genuini. I tre viaggi in edizione integrale, Milano, A. Mondadori, 1977.
- Piemonte e Valle d'Aosta, con Folco Quilici, Roma, Esso italiana, 1978.
- Introduzione a Friuli sempre, immagini di Franco Finardi e Giovanni Tavoschi annotate da Tito Maniacco, Ivrea, Priuli & Verlucca, 1979.
- Minaccia di scomparire una vecchia, deliziosa trattoria romana – O da Maxim o Chez Cesaretto, 1980, Premio Flaiano[14]
- La carta del cielo, a cura di Natalia Ginzburg, Torino, Einaudi 1980. (antologia di racconti per la scuola media)
- Presentazione di La cucina della Lunigiana. Ricette, raccolte da Angelo Paracucchi, Milano, Longanesi, 1980.
- Prefazione a Liana De Luca, Graffiti, Padova, Antoniana, 1981.
- Lo scopone, con Maurizio Corgnati, Milano, A. Mondadori, 1982.
- Conversazione in una stanza chiusa con Mario Soldati, a cura di Davide Lajolo, Milano, Frassinelli, 1983. ISBN 88-200-0307-4.
- Prefazione a Federico Umberto D'Amato, Guida grand'Italia ai ristoranti tipici regionali, Milano, Rizzoli, 1984. ISBN 8817242071.
- L'avventura in Valtellina, Roma-Bari, Laterza, 1986. ISBN 88-420-2709-X.
- Ah! Il Mundial!. Storia dell'inaspettabile, Milano, Rizzoli, 1986. ISBN 88-17-66702-1.
- Prefazione a Giovanni Bonalumi, Coincidenze, Bellinzona, Casagrande, 1986. ISBN 88-7713-070-9.
- Presentazione di Fulvio Basteris e Beppe Garnerone, Mac de pan. Di solo pane. L'alimentazione povera nelle valli occitane cuneesi. Ricette, testimonianze, proverbi, Castelmagno, Centro occitano di cultura "Detto Dalmastro", 1986.
- Regione regina, Roma-Bari, Laterza, 1987. ISBN 88-420-2954-8. (raccolta di scritti già editi dedicati alla Liguria)
- Presentazione di Carl Sandburg, Rootabaga, Milano, Piccoli, 1989. ISBN 88-261-5058-3.
- Ritratti storici, Torino, La Stampa, 1993.
- Presentazione di Liguria tra monti e mare. Antologia ligure, a cura di Marco Delpino, S. Margherita ligure, Tigullio-Bacherontius, 1993.
- Presentazione di Laura Alessi, Troppo breve il buio, s.l., Biblioteca Cominiana, 1993.
- Introduzione a Poeti italiani al telefono, a cura di Renato Minore, Milano, SugarCo, 1993.
- Modigliani, con Lionello Venturi, Torino, Centro Pannuzio, 1994.
- Prefazione a Emiliana Santoli, Pan di cannella, Pescara, Edizioni Tracce, 1994.
- Prefazione a Giovanni Bernardo Vigo, I tartufi, Borgosesia, NEXUS, 1994.
- Soldati. Un piemontese fuori ordinanza, Torino, Regione Piemonte, Assessorato alla cultura-Centro di studi e ricerche Mario Pannunzio, 1997. (antologia)
- Un viaggio a Lourdes, Novara, Interlinea, 1999. ISBN 88-8212-188-7.
- Da leccarsi i baffi. Memorabili viaggi in Italia alla scoperta del cibo e del vino genuino, Roma, DeriveApprodi, 2005. ISBN 88-88738-72-X.
- Amori miei, Torino, La Stampa, 2006. (antologia di articoli)
- Viaggio in Emilia-Romagna, Argelato, Minerva, 2007. ISBN 88-7381-177-9.
- Orta mia e altre pagine novaresi e piemontesi disperse, Novara, Interlinea, 2008. ISBN 978-88-8212-635-3.

## Filmografia

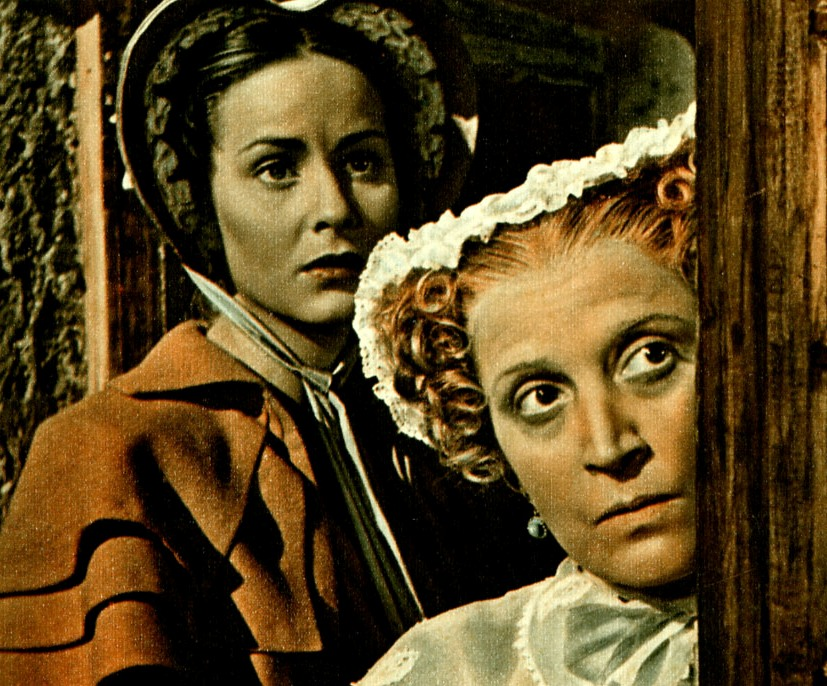
Alida Valli e Giuditta Rissone in Eugenia Grandet (1947)

### Regista e sceneggiatore
- La principessa Tarakanova (1938) - regista della versione italiana
- La signora di Montecarlo (1938) - regista della versione italiana
- Due milioni per un sorriso (1939)
- Tutto per la donna (1939)
- Dora Nelson (1939)
- Piccolo mondo antico (1941)
- Tragica notte (1942)
- Malombra (1942)
- Chi è Dio (1945)
- Quartieri alti (1945)
- Le miserie del signor Travet (1946)
- Eugenia Grandet (1947)
- Daniele Cortis (1947)
- Fuga in Francia (1948)
- Quel bandito sono io (1950)
- Botta e risposta (1950)
- Donne e briganti (1950)
- È l'amor che mi rovina (1951)
- O.K. Nerone (1951)
- Il sogno di Zorro (1952)
- Le avventure di Mandrin (1952)
- I tre corsari (1952)
- Jolanda, la figlia del Corsaro Nero (1952)
- La provinciale (1953)
- Il ventaglino (1954)
- La mano dello straniero (1954)
- La donna del fiume (1954)
- Era di venerdì 17 (1957)
- Italia piccola (1957)
- Policarpo, ufficiale di scrittura (1959)

### Sceneggiatore
- Figaro e la sua gran giornata, regia di Mario Camerini (1931)
- La cantante dell'Opera, regia di Nunzio Malasomma (1932)
- La tavola dei poveri, regia di Alessandro Blasetti (1932)
- Gli uomini, che mascalzoni..., regia di Mario Camerini (1932)
- Acciaio, regia di Walter Ruttmann (1933), non accreditato
- Cento di questi giorni, regia di Augusto e Mario Camerini (1933)
- Giallo, regia di Mario Camerini (1933)
- Il cappello a tre punte, regia di Mario Camerini (1934)
- Ma non è una cosa seria, regia di Mario Camerini (1936)
- Il grande appello, regia di Mario Camerini (1936)
- Contessa di Parma, regia di Alessandro Blasetti (1937)
- Il signor Max, regia di Mario Camerini (1937)
- Stasera alle undici, regia di Mario Camerini (1937)
- Voglio vivere con Letizia, regia di Camillo Mastrocinque (1938)
- L'orologio a cucù, regia di Camillo Mastrocinque (1938)
- Castelli in aria, regia di Augusto Genina (1939)
- Il documento, regia di Mario Camerini (1939)
- Il peccato di Rogelia Sanchez, regia di Carlo Borghesio (1940)
- Un colpo di pistola, regia di Renato Castellani (1942)
- Questi fantasmi, regia di Eduardo De Filippo (1954)
- Guerra e pace (War and Peace), regia di King Vidor (1956)
- I racconti del maresciallo (1968), sceneggiato televisivo

### Altro
- Napoli milionaria, regia di Eduardo De Filippo - attore
- Guerra e pace (War and Peace), regia di King Vidor (1956) - regista della 2ª unità
- Ben Hur, regia di William Wyler (1959) - regista della 2ª unità

## Prosa radiofonica RAI
- La verità sul caso Motta, di Mario Soldati, con Wanda Pasquini, Adolfo Geri, Bianca Galvan, Giorgio Piamonti, Giampiero Becherelli e altri, trasmessa il 9 aprile 1965.